# Vampire Killer
Vampire Killer, in Giappone Akuma jō Dracula (悪魔城ドラキュラ?, Akuma jō Dorakyura, lett. "Dracula del castello del Diavolo"), è un videogioco a piattaforme sviluppato e prodotto da Konami. Uscito dopo circa un mese da Castlevania per NES, si tratta del primo episodio della serie ad essere esportato fuori dal Giappone. Nonostante la vicinanza delle uscite fra i due giochi, Vampire Killer non è una semplice conversione, ma un titolo differente sotto molti aspetti di vista.

## Modalità di gioco
Sebbene Vampire Killer utilizzi la maggior parte di grafica (comunque più colorata e dettagliata) e sonoro, presenta parecchie differenze rispetto alla versione NES e una maggiore complessità.
I livelli sono molto più estesi, contengono parecchi segreti (nascosti da sezioni di muri che possono essere distrutte) e sono esplorabili senza restrizioni di tempo; non è presente lo scorrimento orizzontale, sostituito dal passaggio istantaneo ad un'altra schermata. Ogni livello è suddiviso in tre zone, separate fra loro da porte chiuse e apribili solamente tramite delle particolari chiavi; alla fine dell'ultima zona c'è il tradizionale boss. 
Rispetto al titolo NES sono presenti alcuni oggetti in più, come uno scudo per subire meno danno, una candela in grado di rivelare i segreti e una pergamena che mostra la mappa del livello; oltre che nei tradizionali candelabri, molti di essi sono contenuti dentro dei forzieri, apribili tramite delle chiavi sparse per le varie stanze, oppure ottenibili da "mercanti" nascosti, che una volta colpiti li barattano in cambio di un certo numero di cuori. Gli oggetti raccolti sono visualizzati in un inventario posto nella parte superiore della schermata. Alcune delle armi secondarie presenti nella versione NES (pugnale da lancio, ascia e croce) diventano qua armi primarie: quando vengono raccolte sostituiscono la tradizionale frusta, e non utilizzano i cuori come "munizioni"; le uniche armi secondarie disponibili sono la clessidra e l'acqua santa, che possono essere equipaggiate contemporaneamente.
Alcune di queste caratteristiche saranno riprese in Castlevania II: Simon's Quest, ma scompariranno dalla serie per vari anni: verranno recuperate, difatti, soltanto in Symphony of the Night.